# Adri Nital
Adri Nital es un personaje ficticio que aparece en los cómics estadounidenses publicados por Marvel Comics.

## Historia de publicación
Adri Nital apareció por primera vez en La tumba de Drácula # 28-29 (enero - febrero de 1975), y fue creado por Marv Wolfman y Gene Colan.
El personaje aparece posteriormente en La tumba de Drácula # 31-32 (abril - mayo de 1975).
Adri Nital apareció como parte de la entrada "Vampiros" en el Manual Oficial de Marvel Universe Deluxe Edition # 20.

## Biografía del personaje ficticio
Adri Nital nació en Jaipur, India, hijo del cazador de vampiros Taj Nital. Cuando era niño, Adri fue asesinado por vampiros durante un ataque en su aldea liderado por Drácula. Rachel mató al vampiro que mordió a Adri Nital usando su ballesta de madera, y ahuyentó a Drácula cuando intentó matar a Taj. Adri se convirtió en vampiro después de este ataque, pero su madre lo mantuvo encarcelado en su casa durante cinco años. Durante este tiempo, su padre Taj estaba ayudando a Rachel van Helsing a cazar vampiros, pero a pesar de los esfuerzos de Taj para detenerlos, un grupo de aldeanos irrumpió en la casa de Nital y destruyó a Adri Nital.